# ملعب فيا ديل ماري

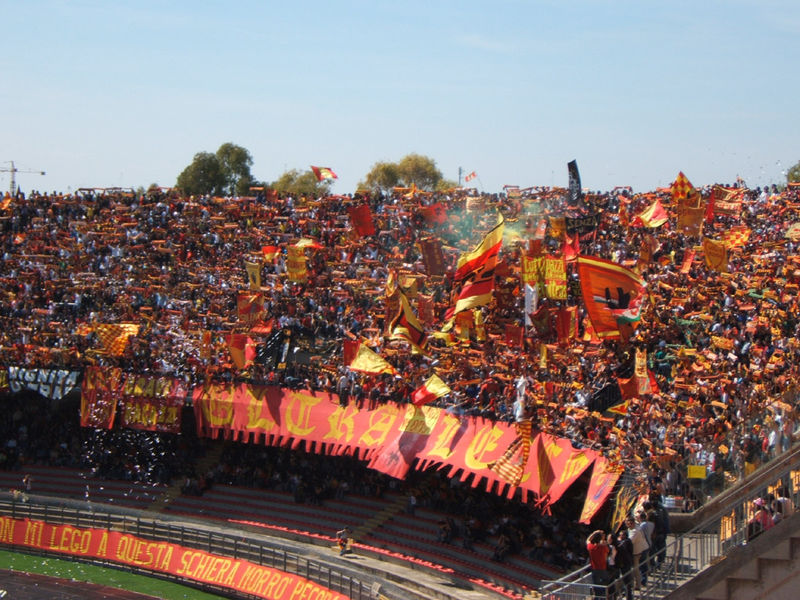

ملعب فيا ديل ماري هو ملعب متعدد الاستخدام يقع في مدينة ليتشي الإيطالية . غالبا ما يتم استخدامه لمباريات كرة القدم . يسع الملعب لجلوس 33,876 متفرج . يعتبر الملعب الرسمي الذي يخوض فيه ليتشي مبارياته . تم افتتاح الملعب في سنة 1966 .